# Кібунпарк
«Кібунпарк» (нім. «Kybunpark») — багатофункціональний стадіон у місті Санкт-Галлен, Швейцарія, домашня арена ФК «Санкт-Галлен».
Стадіон відкритий 2008 року. Проєкт арени було розроблено ще в 1995 році, однак спорудження розпочалося лише у 2005 році у рамках підготовки до Чемпіонату Європи з футболу 2008 року, матчі якого у Санкт-Галлені не проходили. Робочою назвою проєкту була «Вестстадіон». У 2006 році було оголошено, що стадіон матиме назву «АФГ Арена», пов'язану з компанією «Arbonia-Forster Group» (AFG), яка стала титульним спонсором арени. Стадіон став першим у країні, який отримав комерційну назву. У 2016 році арену перейменовано на «Кібунпарк», за назвою компанії «Kybun AG Roggwil», яка стала новим титульним спонсором стадіону.
Стадіон є складовою міського торгово-розважального комплексу, до якого також входить торговий центр. Кошторис об'єктів був спільним і склав ₣340 млн, з яких вартість арени — ₣69, 2 млн, торгового центру — ₣270, 8 млн.
«АФГ Арена» стала першим стадіоном у світі, який було знято у форматі 360° сферичної панорами.